# Unity (Saskatchewan)
Unity es un pueblo canadiense situado en la provincia de Saskatchewan.

## Superficie
Unity tiene una superficie de 9,7 km².

## Demografía
En 2021, tenía 2496 habitantes, una densidad poblacional de 257,3 hab./km², y 1148 viviendas.